# Bruno Cenghialta
Bruno Cenghialta (né le 5 décembre 1962 à Montecchio Maggiore, dans la province de Vicence en Vénétie) est un coureur cycliste italien des années 1980-90. Il est actuellement directeur sportif de l'équipe Astana.

## Biographie
Professionnel de 1986 à 1998, Bruno Cenghialta a remporté quatre victoires individuelles, dont une étape du Tour de France 1991.
Après sa carrière de coureur, il est devenu directeur sportif des équipes Amica Chips, Alessio, Fassa Bortolo et Acqua & Sapone.

## Palmarès

### Palmarès amateur
- 1985
  - Milan-Tortone
  - Targa d'Oro Città di Legnano
  - Circuito Castelnovese
  - 2e du Circuito Salese

### Palmarès professionnel
- 1988
  - Classement général de la Schwanenbrau Cup
  - 2e du Tour de Vénétie
- 1989
  - 3e étape du Tour d'Italie (contre-la-montre par équipes)
- 1990
  - 2e de la Coppa Placci
- 1991
  - 2e (contre-la-montre par équipes) et 14e étapes du Tour de France
  - 2e du Tour de Romagne
  - 7e de la Classique de Saint-Sébastien
- 1992
  - 3e étape de Paris-Nice (contre-la-montre par équipes)
  - 3e de la Wincanton Classic
- 1993
  - 2e épreuve du Trittico Premondiale
  - 2e du Trophée Matteotti
  - 3e des Trois vallées varésines
  - 3e du Championnat de Zurich
- 1994
  - Coppa Bernocchi
  - 2e de l'Amstel Gold Race
  - 2e du Grand Prix de l'industrie et du commerce de Prato
  - 9e de Liège-Bastogne-Liège
  - 10e de la Coupe du monde
- 1995
  - 3e étape du Tour de France (contre-la-montre par équipes)
  - 6e du Grand Prix de Francfort
  - 10e de la Classique de Saint-Sébastien

## Résultats sur les grands tours

### Tour de France
8 participations
- 1990 : 102e
- 1991 : 56e, vainqueur des 2e (contre-la-montre par équipes) et 14e étapes
- 1992 : abandon (14e étape)
- 1993 : 38e
- 1994 : 25e
- 1995 : 15e, vainqueur de la 3e étape (contre-la-montre par équipes)
- 1996 : 56e
- 1997 : 112e

### Tour d'Italie
10 participations
- 1986 : 54e
- 1987 : 84e
- 1989 : 79e, vainqueur de la 3e étape (contre-la-montre par équipes)
- 1991 : 88e
- 1993 : 47e
- 1994 : 36e
- 1995 : 11e
- 1996 : 18e
- 1997 : 40e
- 1998 : 57e